# Công thức tích phân Cauchy
Trong toán học, công thức tích phân Cauchy phát biểu tích phân của hàm chỉnh hình trên tập mở có thể được tính bằng giá trị của hàm này tại các điểm trên miền tập mở đã cho, hơn nữa còn cung cấp công cụ để tính đạo hàm của hàm chỉnh hình bằng tích phân. Công thức này được đặt tên dựa trên nhà toán học người Pháp Augustin-Louis Cauchy, là công thức quan trọng của bộ môn giải tích phức.
Cũng từ công thức này, người ta nhận thấy trong giải tích phức thì đạo hàm và tích phân là tương đương nhau, có hành vi nếu hội tụ đều cũng giống nhau - điều không xảy ra trong bộ môn giải tích thực.

## Phát biểu
Cho U là tập mở trong mặt phẳng phức C, D là đĩa đóng 
{\displaystyle D={\bigl \{}z:|z-z_{0}|\leq r{\bigr \}}}
sao cho D nằm hoàn toàn trong U, hàm f : U → C là hàm chỉnh hình và γ là biên (được định hướng ngược chiều kim đồng hồ) của D. Khi này, với mọi điểm a là điểm trong của D, 
{\displaystyle f(a)={\frac {1}{2\pi i}}\oint _{\gamma }{\frac {f(z)}{z-a}}\,dz.\,}
Chứng minh công thức này sử dụng đến định lí tích phân Cauchy, hơn nữa cũng giống với định lí này thì hàm f chỉ cần là hàm khả vi phức. Hơn nữa, do hàm {\displaystyle 1/(z-a)} có thể khai triển được thành chuỗi lũy thừa theo biến a: 
{\displaystyle {\frac {1}{z-a}}={\frac {1+{\frac {a}{z}}+\left({\frac {a}{z}}\right)^{2}+\cdots }{z}},}
ta rút ra được hàm chỉnh hình luôn giải tích, tức là mọi hàm chỉnh hình đều có thể khai triển được thành các chuỗi lũy thừa, hay trong tình huống này f là khả vi mọi cấp với công thức 
{\displaystyle f^{(n)}(a)={\frac {n!}{2\pi i}}\oint _{\gamma }{\frac {f(z)}{\left(z-a\right)^{n+1}}}\,dz.}

## Sơ lược chứng minh
Bằng việc sử dụng định lí tích phân Cauchy, có thể chỉ ra được rằng tích phân trên γ bằng với tích phân lấy trên một đường tròn với bán kính nhỏ tùy ý bao quanh a. Hơn nữa, do f liên tục, ta luôn có thể chọn được một mặt cầu nhỏ tùy ý sao cho khoảng cách của f(z) với f(a) là nhỏ tùy ý. Hơn nữa, tích phân 
{\displaystyle \oint _{C}{\frac {1}{z-a}}\,dz=2\pi i,}
với mọi đường tròn C bao quanh a (ta có thể tính tích phân này bằng việc viết lại phương trình tham số của C dưới dạng z(t) = a + εeit)
Cho ε → 0, ta có 
{\displaystyle {\begin{aligned}\left|{\frac {1}{2\pi i}}\oint _{C}{\frac {f(z)}{z-a}}\,dz-f(a)\right|&=\left|{\frac {1}{2\pi i}}\oint _{C}{\frac {f(z)-f(a)}{z-a}}\,dz\right|\\[1ex]&=\left|{\frac {1}{2\pi i}}\int _{0}^{2\pi }\left({\frac {f{\bigl (}z(t){\bigr )}-f(a)}{\varepsilon e^{it}}}\cdot \varepsilon e^{it}i\right)\,dt\right|\\[1ex]&\leq {\frac {1}{2\pi }}\int _{0}^{2\pi }{\frac {\left|f{\bigl (}z(t){\bigr )}-f(a)\right|}{\varepsilon }}\,\varepsilon \,dt\\[1ex]&\leq \max _{|z-a|=\varepsilon }\left|f(z)-f(a)\right|~~{\xrightarrow[{\varepsilon \to 0}]{}}~~0.\end{aligned}}}